# Anna Heylen
Anna Heylen (°1963) is een Belgische modeontwerpster.

## Levensloop
Anna Heylen studeerde aan de Modeafdeling van de Koninklijke Academie voor Schone Kunsten in Antwerpen, alwaar ze in 1988 afstudeerde. Vervolgens ging ze aan de slag voor verschillende modemerken. Naar aanleiding van Antwerpen als culturele hoofdstad van Europa in 1993 ontwierp ze een Dolls collectie die de wereld rondtrok en onder meer tentoongesteld werd te  São Paulo, Londen en Parijs.
In 1996 lanceerde ze haar eerste vrouwencollectie, in 1998 opende ze een boetiek in Antwerpen. Haar ontwerpen, met zeer uiteenlopende invloeden worden gekenmerkt door experimenten met verschillende materialen en technieken. Naast haar eigen collectie ontwerpt zij ook bruidsjurken en couturestukken. In 2010 opende ze het Maison Anna Heylen in een voormalig stapelhuis uit 1904 in de Lombardenstraat te Antwerpen, waar ze zowel haar atelier, winkel als kantoren onderbracht. Tevens zijn haar Dolls hier te bezichtigen.
In juni 2010 richtte ze de Vitrine modetentoonstelling in. In 2011 volgde de opening van een boetiek in een pand ontworpen door Victor Horta in de Lebeaustraat, nabij de Zavel te Brussel.